# ふくびき!トライアングル
『ふくびき！ トライアングル』とは、ブルーゲイルが発売したアダルトゲーム。本記事では、その後日談を描いたアダルトアニメについても記述する。

## 解説
商店街の福引の景品として2週間商店街会長の娘である美人姉妹と過ごす権利を手に入れてしまった主人公・入船 潮とその周囲の人物が織りなす騒動を描く。
性器の断面図描写や様々な状況下で行われるHシーンといったエロ方面の演出に力が入っているが、ストーリー自体はコメディタッチの明るいものとなっている。
なお、断面図描写は設定でオフにすることが可能である。
2009年11月27日から2010年1月31日の期間限定で予約者に福引くじが送られ、応募すると景品が当たるというキャンペーンが開かれていた。

## あらすじ
ある日、主人公・入船潮は寂れつつある商店街の福引に参加し、特賞を当てた。その特賞とは、商店街会長の娘である美人姉妹と2週間過ごすことができる券であり、両親が出かけている今、美人姉妹と楽しい時が過ごせるかもと潮は考えていた。だが、潮の幼なじみである有幌宮子の登場により、その楽しい時間は騒々しいものになっていく。

## 登場人物
入船 潮（いりふね うしお）
本作の主人公。
東雲 美晴（しののめ みはる）　
声：青井美海
潮のもとに景品としてきた少女。
潮と同じ学校で同学年だがクラスが異なるため、面識はなかった。
『ふくびき！トライアングル 〜美晴アフター〜』では、転倒が原因で記憶喪失になってしまう。
東雲 双葉（しののめ ふたば）
声：草柳順子
美晴の1学年下の妹。かわいい見た目に反して小悪魔タイプで、性に関する好奇心が旺盛。
ただし、幼児体型を気にしており、裸を見られることに抵抗がある。
有幌 宮子（ありほろ みやこ）
声：鈴音華月
潮の1学年上の幼馴染。
東雲 望海（しののめ のぞみ）　
声：香澄りょう
東雲姉妹の母親。
長橋 千秋 （ながはし ちあき）　
声：御苑生メイ
宮子の友人で、宮子に恋愛感情を抱いている。その反面異性に対して恐怖心を抱いている。

## スタッフ
- 原画：鋼丸
- シナリオ：里井捧、八神陣

## アダルトアニメ
『ふくびき！ トライアングル 〜美晴アフター〜』は、美晴エンドの後日談を描いた内容となっている。
サブタイトル
- ふくびき!トライアングル 〜美晴アフター〜 上巻「お姉ちゃん寝ちゃいましたね……♥」（2010年4月30日発売）
- ふくびき!トライアングル 〜美晴アフター〜 下巻「あたしのことだけ見てればいいのっ♥」（2011年1月28日発売）
- ふくびき!トライアングル 〜双葉はあたふた〜♥〜 「小悪魔イタズラっ娘の壁ドン哀歌♥」（2015年3月27日発売）

スタッフ
- 製作：PoRO
- 原作：ブルーゲイル
- 企画：いちもつ堂
- プロデューサー：天手毛天
- 脚本：PON
- キャラクターデザイン：きのはらひかる